# Hôtel du Chancelier Rolin
L'hôtel du Chancelier Rolin est un hôtel particulier transformé en musée et situé rue des Bancs, à Autun, en Saône-et-Loire. Il a été classé au titre de monument historique en 1877.
À l'initiative de Jacques-Gabriel Bulliot, il accueille depuis 1880 le siège de la Société éduenne des lettres, sciences et arts et le musée Rolin.